# Vilt (dorp)
Vilt is een dorp in de Limburgse gemeente Valkenburg aan de Geul. Het ligt bovenaan de Cauberg aan de N590 van Valkenburg naar Maastricht.
Vilt heeft geen eigen kerk en valt onder de parochie Berg.

## Bezienswaardigheden

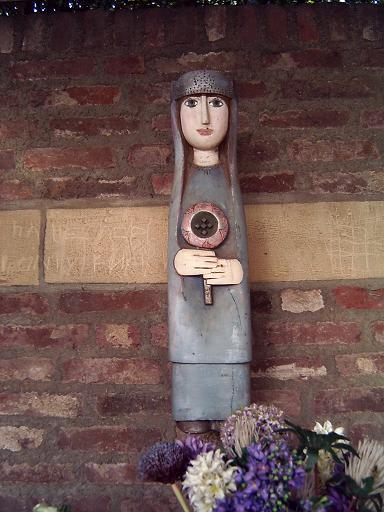
Mariakapel in Vilt

- De Mariakapel is een moderne, open kapel van 1970 in baksteen en overdekt met een luifel. Frans Timmermans ontwierp het gestileerde houten beeld van Maria met bloem.
- Lijst van rijksmonumenten in Vilt

## Natuur en landschap
Vilt ligt op de rand van het Plateau van Margraten op een hoogte van ongeveer 130 meter. Naar het noorden toe vindt men de hellingbossen van de Bergse Heide die afdalen naar het dal van de Geul. Ten noorden van het dorp ligt de Meertensgroeve. Aan de zuidzijde begint het droogdal Koelbosgrub.

## Verenigingsleven
Vilt is bekend om de Heuvelland Vierdaagse, georganiseerd door de Stichting Wandelvierdaagse Vilt-Valkenburg, die elk jaar in de omgeving van dit dorp gelopen wordt. Hieraan doen de laatste jaren 4000 wandelaars mee.
Het dorp herbergt daarnaast een aantal verenigingen, waaronder een Harmonie, toneelclub, handbalvereniging, en een jonkheid. Deze draagt in Vilt de organisatie van allerlei activiteiten, waaronder de mei-denplanting en de spellenmiddag voor de jeugd op Koningsdag, het versieren van de kapel rond de kerstperiode, de septembermis bij de kapel aan de Rijksweg en de processie (samen met Harmonie Amicitia). Op kerstavond trekt de Jonkheid traditiegetrouw zingend langs de deuren in Vilt.

## Nabijgelegen kernen
- Berg, Valkenburg, Sibbe, Terblijt

Dorpen: Berg · Broekhem · Houthem · Oud-Valkenburg · Schin op Geul · Sibbe · Valkenburg · Vilt

Gehuchten: Emmaberg · Engwegen · Geulhem · Heek · Heerstraat · IJzeren · Keutenberg · Neerhem · Plenkert · Schoonbron · Sint Gerlach · Strabeek · Strucht · Terblijt · Vroenhof · Walem

Limburg: Steden en dorpen      Nederland: Provincies · Gemeenten